# Leunisia
Leunisia é um género botânico pertencente à família Asteraceae.